# Cylindrocolea recurvifolia
Cylindrocolea recurvifolia là một loài rêu tản trong họ Cephaloziellaceae. Loài này được (Stephani) Inoue miêu tả khoa học lần đầu tiên năm 1972.